# Халльвюль, Вильгельмина фон
Анна Фридрика Вильгельмина фон Халльвюль, урождённая Кемпе (швед. Anna Fridrica Wilhelmina von Hallwyl; 1 октября 1844, Стокгольм — 25 июля 1930, там же) — шведский коллекционер искусства, основательница музея Халльвюлей в Стокгольме.

## Биография
Вильгельмина Кемпе родилась в 1844 году в Стокгольме. Она была единственной дочерью Вильгельма Кемпе, владельца чугунолитейного завода, и его жены Юханны. Образования Вильгельмина не получила, но после смерти отца унаследовала его состояние. Когда ей было 20 лет, она познакомилась, во время путешествия на корабле, с графом Вальтером фон Халльвюлем и вышла за него замуж в 1865 году. У них родились четыре дочери, в том числе Эллен, впоследствии ставшая известным скульптором.
В 1893 году Вальтер и Вильгельмина фон Халльвюль начали строительство собственного дома в Стокгольме. Архитектором стал Исак Густав Класон. Вильгельмина принимала активное участие в оформлении интерьеров, отличавшихся роскошью. Особняк, завершённый в 1898 году, включал не только жилые, но и служебные помещения, а также комнаты для хранения предметов искусства, собранных к тому времени Вильгельминой. Кроме того, он был оснащён всеми техническими новинками: в нём были электричество, кондиционирование воздуха, холодная и горячая вода, лифт, телефон и т. д.

Интерьер гостиной в особняке Халльвюлей

Коллекция Вильгельмины, разместившаяся в особняке, была довольно разнородной. Она собирала не столько ценные с художественной точки зрения, сколько дорогие и максимально разнообразные предметы. В их числе были керамика, мебель, серебро, оружие, ковры и т. д., разных исторических периодов, стран и культур. Вильгельмина коллекционировала и картины, в первую очередь голландских и фламандских художников 1500-х — 1600-х годов, руководствуясь рекомендациями эксперта. Она также организовала создание полного каталога коллекции, наняв для этой цели стокгольмских студентов. Получившийся каталог насчитывал 78 томов и был напечатан в 110 экземплярах.
В 1903 году Вильгельмина начала собирать архивные документы, касающиеся Хальвильского замка в Швейцарии, с XII века принадлежавшего предкам Вальтера фон Халльвюля. В 1910 году она организовала раскопки на территории рва, окружающего замок, а в 1914 году предприняла реставрацию замка. Впоследствии он стал музеем, открытым для посещения.
Свой особняк и хранящуюся в нём коллекцию супруги фон Халльвюль завещали государству. Вильгельмина фон Халльвюль умерла в 1930 году; в 1938 году в особняке Халльвюлей открылся музей.